# 빈첸초 벨리니
빈첸초 살바토레 카르멜로 프란체스코 벨리니(이탈리아어: Vincenzo Salvatore Carmelo Francesco Bellini, 1801년 11월 3일~1835년 9월 23일)는 이탈리아의 오페라 작곡가이다. 그는 유려한 선율로 유명하며, 가에타노 도니체티, 조아키노 로시니와 함께 벨칸토 오페라의 중심적인 작곡가로 평가데이

## 일대기
벨리니는 시칠리아의 카타니아에서 출생하였다. 어릴때부터 교회 음악가인 할아버지와 아버지의 지도로 일찍부터 작곡가의 재능을 발휘하여 6살 때 첫 번째 작품을 작곡했다. 이후 가족들의 권유로 18세의 벨리니는 나폴리 왕립음악원(Real Collegio di Musica)에 입학하여 칭가렐리에게 작곡을 배웠다. 재학 중이던 1825년에《아델손과 살비니(Adelson e Salvini)》를 작곡하였는데 이 작품의 완벽한 형식으로 이탈리아를 떠나버린 로시니의 후계자로 지목되기도 하였다.
1826년 나폴리의 산 카를로 극장의 의뢰로《비앙카와 페르난도》(Bianca e Fernando)를 작곡하였다. 그는 1827년에는 밀라노 라 스칼라 극장의 의뢰로 그 당시 가장 유명했던 이탈리아의 대본 작가 펠리체 로마니의 시에 의한《해적》을 발표하였는데, 이 작품은 큰 성공을 거둔 첫 번째 작품이 되었다.
이후, 1829년 《이국의 여인》와 《차이라》, 1830년 세익스피어의 로미오와 줄리엣를 《카플렛가와 몬테규가》라는 오페라로 작곡하였고 1831년에는 《몽유병 여인》와 《노르마》각각 발표하였다. 1833년에는 《단테의 베아트리체》를 상연한후, 파리로 이주하여 1835년에 최후의 오페라 《청교도》를 파리의 이탈리아 오페라 극장에서 공연하여 대성공을 거두었다.
벨리니는 19세기초 이태리 오페라의 가장 중요한 작곡자로 가에타노 도니체티와 더불어 당대의 거장으로 꼽힌다. 벨리니의 기품, 우수에 찬 선율의 아름다움은 19세기 많은 작곡가에 영향을 주었는데, 그의 창조적인 선율에 영향을 받은 프레데리크 쇼팽은 임종시 그의 아리아를 듣기를 원했고, 리하르트 바그너, 고티에 등도 벨리니의 작품에 매료되었던 걸로 알려져 있다. 이고르 스트라빈스키는 벨리니를 베토벤과 함께 '2대 B'로 올려 놓기까지 했다. 오페라의 아리아뿐만 아니라 그의 아름다운 선율은 그의 오보에 협주곡에서도 많은 사랑을 받고 있기도 하다.

## 작품

### 오페라
- 《아델손과 살비니》 (1825년 2월 12일, 산 세바스티아노 음악원의 극장, 나폴리)
- 《비앙카와 페르난도》 (1826년 5월 30일, 나폴리, 산 카를로 극장)
- 《해적》 (1827년 10월 27일, 밀라노, 라 스칼라 극장)
- 《비앙카와 페르난도》 (1828년 4월 7일, 제노바, 카를로 펠리체 극장) [개정판]
- 《이국의 여인》 (1829년 2월 14일, 밀라노 라 스칼라 극장)
- 《차이라》 (1829년 5월 16일, 파르마, 두칼레 극장)
- 《카풀렛가와 몬테규가》 (1830년 3월 11일, 베네치아, 라 페니체 극장)
- 《몽유병 여인》 (1831년 3월 6일, 밀라노, 카르카노 극장)
- 《노르마》 (1831년 12월 26일, 밀라노, 라 스칼라 극장)
- 《텐다의 베아트리체》 (1833년 3월 16일, 피렌체, 라 페니체 극장)
- 《청교도》 (1835년 1월 24일, 파리 시, 이탈리아 극장)

## 다른 벨칸토 오페라 작곡가들
- 조아키노 로시니
- 가에타노 도니체티
- 사베리오 메르카단테

## 같이 보기
- 조아키노 로시니
- 가에타노 도니체티
- 사베리오 메르사단테